# Шинур
 Шинур  — деревня в Куженерском районе Республики Марий Эл. Входит в состав Токтайбелякского сельского поселения.

## География
Находится в северо-восточной части республики Марий Эл на расстоянии приблизительно 9 км на север-северо-восток от районного центра посёлка Куженер.

## История
Известна с 1874 года, когда здесь было 34 двора, проживало 105 мужчин, 110 женщин. В 1925 году в деревне было 46 дворов, в 1933 году 196 чжителей, в 1949 году 40 дворов и 174 жителя. В 2005 году в отмечено 20 жилых домов (половина из них кирпичные). В советское время работали колхозы «У Шинур», «Коммунизм», имени Свердлова, позднее ООО «Токтайбеляк».

## Население
Население составляло 76 человек (мари 100 %) в 2002 году, 49 в 2010.